# Silk Electric
Silk Electric ist das zwölfte Studioalbum von Diana Ross; es erschien am 10. September 1982.

## Geschichte
Silk Electric war das zweite Album, das von RCA Records herausgegeben wurde. Besonders bekannt ist das von Andy Warhol designte Albumcover, mit Ross’ Gesicht im Profil, sowie die Coverabbildung zur Grammy-nominierten Single Muscles. Es war das zweite Album, welches die Sängerin selbst produzierte, ausgenommen der erwähnte Hit, welchen Michael Jackson schrieb und produzierte. Das Album wurde von der Recording Industry Association of America mit Gold ausgezeichnet.

## Titelliste
1. Muscles (Michael Jackson) – 4:36
2. So Close (Bill Wray, Diana Ross, Rob Mounsey) – 4:12
3. Still In Love (Randy Handley) – 4:06
4. Fool For Your Love (Bill Wray, Diana Ross, Ray Chew) – 3:47
5. Turn Me Over (Diana Ross, Steve Goldstein) – 1:10
6. Who (Barry Blue, Rod Bowkett) – 3:45
7. Love Lies (Allan Chapman, Michael Hanna) – 4:05
8. In Your Arms (Linda Creed, Michael Masser) – 3:30
9. Anywhere You Run To (David Roberts) – 3:30
10. I Am Me (Diana Ross, Freddie Gorman, Janie Bradford) – 3:50

## Kommerzieller Erfolg

### Chartplatzierungen

#### Album
| ChartsChartplatzierungen       | Höchstplatzierung | Wochen |
| ------------------------------ | ----------------- | ------ |
| Vereinigte Staaten (Billboard) | 27 (24 Wo.)       | 24     |
| Vereinigtes Königreich (OCC)   | 33 (12 Wo.)       | 12     |

#### Singles
| Jahr | Titel    | Höchstplatzierung, Gesamtwochen, AuszeichnungChartplatzierungen (Jahr, Titel, , Platzierungen, Wochen, Auszeichnungen, Anmerkungen) | Höchstplatzierung, Gesamtwochen, AuszeichnungChartplatzierungen (Jahr, Titel, , Platzierungen, Wochen, Auszeichnungen, Anmerkungen) | Höchstplatzierung, Gesamtwochen, AuszeichnungChartplatzierungen (Jahr, Titel, , Platzierungen, Wochen, Auszeichnungen, Anmerkungen) | Anmerkungen                                                 |
| Jahr | Titel    | DE | UK | US | Anmerkungen                                                 |
| ---- | -------- | --- | --- | --- | ----------------------------------------------------------- |
| 1982 | Muscles  | DE69 (3 Wo.)DE | UK15 (9 Wo.)UK | US10 (17 Wo.)US | Erstveröffentlichung: 17. September 1982 Grammy-Nominierung |
| 1983 | So Close | — | UK43 (4 Wo.)UK | US40 (10 Wo.)US | Erstveröffentlichung: 7. Januar 1983                        |
| 1983 | Who      | — | — | — | Erstveröffentlichung: April 1983                            |

### Auszeichnungen für Musikverkäufe
| Land/Region                  | Auszeichnungen für Musikverkäufe (Land/Region, Auszeichnung, Verkäufe) | Verkäufe |
| ---------------------------- | ---------------------------------------------------------------------- | -------- |
| Vereinigte Staaten (RIAA)    | Gold                                                                   | 500.000  |
| Vereinigtes Königreich (BPI) | Silber                                                                 | 60.000   |
| Insgesamt                    | 1× Silber · 1× Gold ·                                                  | 560.000  |